# Carl Valentin Wunderle
Carl Valentin Wunderle   (13 d'abril de 1866 - 16 de febrer de 1944) va ser un músic i compositor germanoestatunidenc. Va ser un nen prodigi de la música i va passar tota la seva vida adulta tocant violí i viola a les principals orquestres dels Estats Units a Chicago, Pittsburgh i Cincinnati, mantenint al mateix temps una carrera concertista independent. Va tocar nombrosos instruments, inclosa la viola d'amore, per a la qual va escriure diverses composicions.

## Joventut a Alemanya
Carl Valentin Wunderle va néixer en un petit poble de les muntanyes al sud de Múnic,. a la frontera austríaca. Vivia a Múnic durant almenys una part de la seva joventut. Se sap poc sobre els seus pares, però és clar que tenien els mitjans, el saber fer i l'impuls per promocionar els seus tres fills amb talent musical com a "meravelles infantils". A principis de 1882, quan Carl tenia 15 anys, ell i el seu germà Constantí, de 14 anys, i la seva germana Minna, de 13, van formar el trio "Wunderkind". Van passar sis anys actuant junts. Carl tocava el violí i també acompanyava els seus germans al piano quan cantaven duets. Constantí també tocava la cítara i Minna la guitarra. Els tres nens van fer recitacions. El trio Wunderkind va fer gires per tot Europa, actuant a Alemanya, Àustria, Rússia, Espanya i Anglaterra davant reis, comtesses i nobles.
Carl també va ser alumne de la "Hochschule für Musik und Theatre München" de Múnic, Alemanya, des del 1880 fins al 1886. Mentre hi va estudiar, va estudiar violí amb un home anomenat Brückner (no Anton Bruckner) i, finalment, també contrapunt amb Josef Rheinberger. Entre els seus companys d'estudis hi havia Richard Strauss i Horatio Parker.
El 1888, quan Carl tenia 21 anys, el trio de Wunderkind es va dissoldre i va continuar la seva carrera professional en diverses orquestres europees. El 1888 va tocar amb lExposition Orchestra de Múnic. El 1889 va ser mestre de concerts de lorquestra Kurhaus de Bad Kissingen. El 1890 va tocar amb lOrquestra de Meininger Court a Meiningen. El 1891 va estar a la "Hochschule" de Berlín on va estudiar amb Joseph Joachim i va passar l'estiu d'aquest any com a mestre de concerts de lorquestra Kurhaus de Riga, Rússia (actual Letònia). El 1892 va estar a lOrquestra de l'Exposició de Viena i posteriorment a lOrquestra Hans von Bülow a Hamburg.

## Carrera simfònica als Estats Units
Carl Wunderle va emigrar a Amèrica el 15 d'abril de 1893 per tocar en una orquestra a la "World's Columbian Exposition" de Chicago, Illinois, que va obrir les portes dues setmanes després de la seva arribada. Li agradava dir a la gent que va ser reclutat per això per Florenz Ziegfeld, que més tard passà a la fama com a productor de les bogeries de Ziegfeld. Això significa que ha d'haver començat a l'Exposició tocant per al pare de Ziegfeld, el doctor Florenz Ziegfeld, sènior. El Dr. Ziegfeld va ser el fundador i president del "Chicago Musical College", i havia obert un club nocturn a la Fira anomenat Trocadero, on volia entretenir la gent amb música clàssica. Ziegfeld, Sr., havia enviat el seu fill a Europa a la tardor de 1892 per reclutar talent per a aquesta empresa.
L'orquestra oficial de la "World's Columbian Exposition" estava sota la direcció de Theodor Thomas, que també era el director musical de lOrquestra Simfònica de Chicago. Sembla probable que Wunderle acabés tocant a l'orquestra de Thomas's Exposition, perquè es va convertir en membre de lOrquestra Simfònica de Chicago més tard aquest mateix any.
Carl Wunderle s'havia casat amb una companya alemanya, Margaretha Winzer, quan es va unir a lOrquestra Simfònica de Chicago el 1893. Era arpista professional, que també tocava a lorquestra Exposition el 1893 i també es va convertir en membre de lOrquestra Simfònica de Chicago que el mateix any.
Wunderle va tocar a lOrquestra Simfònica de Chicago fins a la mort del seu director, Theodor Thomas, el gener de 1905. En aquell moment Carl i Margaretha i el seu nou bebè es van traslladar a Pittsburgh, Pennsilvània, on Carl i, finalment, també Margaretha es van unir a lOrquestra de Pittsburgh sota la direcció d'Emil Paur. Al cap de dos anys, Carl i Margaretha es van divorciar i ella es va casar amb el contrabaixista Vaclav Jiskra. El 1907, Carl es va traslladar de nou a Chicago i es va reincorporar a lOrquestra Simfònica de Chicago sota la direcció del successor de Thomas, Frederick Stock. Carl havia tocat viola i percussió durant la seva primera etapa amb lOrquestra Simfònica de Chicago. Quan va tornar, tocava el primer violí.
Carl es va tornar a casar, aquesta vegada per tota la vida, el març de 1907. Ell i la seva segona esposa, Elizabeth, van tenir tres fills. El 1910, Carl i la seva família es van traslladar a Cincinnati, Ohio, on es va unir a lOrquestra Simfònica de Cincinnati, tocant amb Leopold Stokowski. Carl va romandre amb lOrquestra de Cincinnati durant 32 anys fins a la seva retirada el 1941. Carl va morir el 1944.

## Altres activitats musicals
A més del seu treball simfònic, Carl Wunderle es va consolidar com a intèrpret, educador musical i compositor. Va actuar professionalment en diversos conjunts, inclòs el Wunderle String Trio, on tocava el violí. Va actuar amb aquest i altres conjunts al circuit de Chautauqua a la dècada de 1910. Carl també era molt conegut per promoure la música antiga. Va oferir concerts i recitals de conferències sobre instruments com la viola d'amore, la viola pomposa i el ravanastron, i sovint es vestia amb vestits d'època per a aquestes ocasions. Va afirmar haver dominat 19 instruments musicals diferents durant la seva vida.